# Laurent Busselier

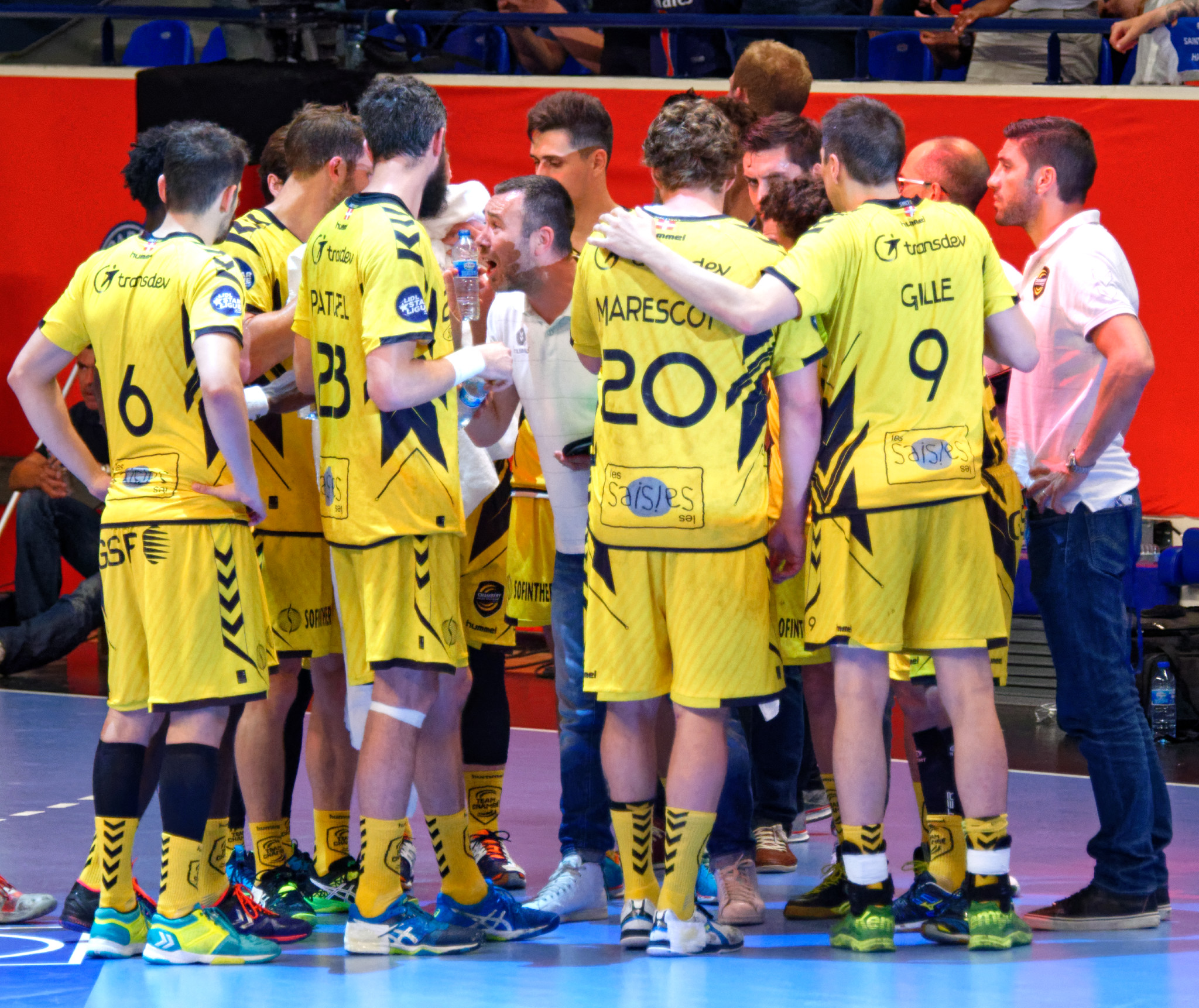
Laurent Busselier au milieu de ses joueurs, le 31 mai 2018.

Laurent Busselier, né le 27 novembre 1976 à Pont-Saint-Esprit, est un ancien joueur français de handball évoluant au poste d'ailier gauche. Après avoir commencé sa carrière professionnelle au Montpellier Handball, il a évolué pendant 13 saisons au Chambéry Savoie Handball, dont plusieurs en tant que capitaine. Il est aujourd’hui entraîneur du Sélestat Alsace Handball.

## Biographie
Après avoir été formé au Martigues Handball puis au Valence Handball où il remporte un titre de champion de France junior, Laurent Busselier fait ses débuts professionnels en 1996 au Montpellier Handball avec lequel il remporte trois titres de champion de France (1998, 1999, 2000) et deux coupes de France (1999 et 2000).
Il rejoint ensuite le Chambéry Savoie Handball et permet au club savoyard de remporter son premier titre de champion de France dès sa première année. Il subira par la suite la mainmise du Montpellier Handball sur les compétitions nationales, étant notamment huit vice-champion de France et quatre fois finaliste de la coupe de France. 
En 2006, il connait la première de ses 17 sélections en équipe de France. S'il participe aux phases de préparation pour le championnat d'Europe 2006 puis pour le championnat du monde 2007, il doit attendre le championnat d'Europe 2008 pour participer à sa première compétition internationale. Si les Bleus remportent une médaille de bronze, la compétition de Busselier est catastrophique  à titre individuel : auteur d'un but sur quatre titre en trente minutes de jeu, il esr sanctionné d'un carton rouge face à l'Islande puis est victime d'une grosse entorse à la cheville droite lors de l'entraînement du lendemain en retombant sur le pied de Didier Dinart et est forfait pour le reste de la compétition.
Fidèle au club savoyard dont il est devenu le capitaine emblématique, il met un terme à sa carrière de joueur en 2013 mais reste au club en tant que responsable du centre de formation qui évolue en Nationale 1. En octobre 2017, face au très mauvais début de saison du Chambéry Savoie Mont Blanc Handball, le club le nomme adjoint d'Ivica Obrvan. La cassure se produit peu à peu entre Obrvan et son groupe et Laurent Busselier passe de fait aux commandes lors des entrainement et des matchs, rendant inéluctable le départ d'Obrvan. S'il termine ainsi la saison comme entraîneur principal, il retrouve ensuite le rôle d'adjoint, cette fois d'Érick Mathé.
En 2022, après 22 ans à Chambéry, il s'estime prêt à prendre la tête d'une équipe et signe au Sélestat Alsace Handball en  Division 1 (Starligue),.

## Palmarès de joueur

### Club
- Vainqueur du Championnat de France (4) : 1998, 1999, 2000 et 2001
  - Vice-champion de France (8) en 2002, 2003, 2006, 2008, 2009, 2010, 2011, 2012
- Vainqueur de la Coupe de France (2) : 1999 et 2000
  - Finaliste (4) en 2002, 2005, 2009, 2011
- Vainqueur de la Coupe de la Ligue (1) : 2002
  - Finaliste (1) en 2011
- Finaliste du Trophée des Champions en 2010, 2011 et 2012
- Vainqueur du Championnat de France junior (1) : 1995

### Équipe Nationale
- Médaille de bronze au championnat d'Europe 2008
- Médaille de bronze au Championnat du monde espoirs en 1997[9]

## Palmarès d'entraîneur
- Vainqueur de la Coupe de France (1) : 2019 (en tant qu'adjoint au Chambéry SMBH)
- Finaliste de la Coupe de la Ligue (1) : 2022 (en tant qu'adjoint au Chambéry SMBH)